# Debra Wilson
Debra Wilson is een Amerikaanse actrice en comédienne, geboren op 26 april 1962 in Queens, New York City. Ze is het langstzittende originele castlid van de sketchcomedyserie Mad TV, waar ze van 1995 tot 2003 in de eerste acht seizoenen van de serie te zien was. Als stemactrice heeft ze verschillende personages ingesproken in televisieseries en videogames, waaronder Mao Mao: Heroes of Pure Heart, Baby Shark's Big Show!, Spitting Image, Mirror's Edge Catalyst, Wolfenstein, Star Wars Jedi: Fallen Order, Star Wars Jedi: Survivor, Halo Infinite, Diablo IV, Suicide Squad: Kill the Justice League, Star Trek: Deep Space Nine, Destiny 2 en Death Stranding 2: On the Beach.
Ze speelde ook in de films The Summerland Project en Bodied. In 2022 begon Wilson met het inspreken van Daisy Duck in Mickey Mouse Funhouse, waarmee ze de eerste Afro-Amerikaanse stemacteur van het personage werd.

## Filmografie

### Film
| Jaar | Film                                                 | Personage                                                                        |                 |
| ---- | ---------------------------------------------------- | -------------------------------------------------------------------------------- | --------------- |
| 1994 | Cracking Up                                          |                                                                                  |                 |
| 1995 | Blue in the Face                                     | Statistician                                                                     |                 |
| 1996 | Girl 6                                               | Verkoopster #3                                                                   |                 |
| 1997 | Gridlock'd                                           |                                                                                  |                 |
| 1997 | B*A*P*S                                              | Stewardess                                                                       |                 |
| 1997 | Soulmates                                            | Jennifer Williams                                                                |                 |
| 1997 | Asylum                                               | Belinda Davis                                                                    |                 |
| 1997 | Sleeping Together                                    | Wendy                                                                            |                 |
| 1998 | Star Trek: The Experience: The Klingon Encounter     | Security Officer                                                                 | Kortfilm        |
| 2000 | Rubbernecking                                        | Julia                                                                            |                 |
| 2002 | Jane White Is Sick & Twisted                         | Chi-Chi                                                                          |                 |
| 2003 | Skin Deep                                            | Alex                                                                             |                 |
| 2004 | Target                                               | Nolan                                                                            |                 |
| 2004 | Nine Lives                                           | Lisa                                                                             |                 |
| 2005 | Bringing Up BayBay                                   | Pam Wilcox, BayBay Girl                                                          | Kortfilm        |
| 2006 | Whitepaddy                                           | Aunt Tiny                                                                        |                 |
| 2006 | Danny Roane: First Time Director                     | Verpleegster                                                                     |                 |
| 2006 | The Adventures of Brer Rabbit                        | Sister Buzzard (stem)                                                            | direct-to-video |
| 2006 | Scary Movie 4                                        | Oprah Winfrey                                                                    |                 |
| 2006 | Over the Hedge                                       | Debbie (stem)                                                                    |                 |
| 2006 | Mandingo in a Box                                    | Host                                                                             | Kortfilm        |
| 2006 | Shut Up and Shoot!                                   | Nikki Ryder                                                                      |                 |
| 2006 | Rockin' Meera                                        | Rudy                                                                             |                 |
| 2007 | If I Had Known I Was a Genius                        | Teresa Reed                                                                      |                 |
| 2007 | Lord Help Us                                         | Shariffer Simms                                                                  | Direct-to-video |
| 2007 | Cordially Invited                                    | Vivian Dunn                                                                      |                 |
| 2007 | The Chosen One                                       | Akia May (stem)                                                                  |                 |
| 2008 | Cuttin' da Mustard                                   | Actress                                                                          |                 |
| 2009 | Knight to F4                                         | Cheryl Johnson                                                                   |                 |
| 2009 | Psyche on Melrose                                    | Hostess                                                                          | Kortfilm        |
| 2009 | The Haunted World of El Superbeasto                  | (stem)                                                                           | Direct-to-video |
| 2009 | Avatar                                               | Na'vi troupe member                                                              |                 |
| 2009 | Friends of Dorothy                                   | Hillary                                                                          | Kortfilm        |
| 2010 | Perfect Combination                                  | Mrs. Lewis                                                                       |                 |
| 2010 | Oprah's Last Show                                    | Oprah Winfrey                                                                    | Kortfilm        |
| 2011 | Hoodwinked Too! Hood vs. Evil                        | Iana (stem)                                                                      |                 |
| 2011 | Naked Angel                                          | Mama Tony                                                                        |                 |
| 2011 | Division III: Football's Finest                      | Mandy                                                                            |                 |
| 2012 | Back Then                                            | Georgia Miller                                                                   |                 |
| 2012 | Bed-Stuy Lullaby                                     | Sha'rell                                                                         | Kortfilm        |
| 2013 | Cordially Invited – The Wedding Day of Alton & Kenya | Vivian Dunn                                                                      |                 |
| 2014 | Jungle Shuffle                                       | Kam (stem)                                                                       |                 |
| 2014 | The Hobbit: The Battle of the Five Armies            | (stem)                                                                           |                 |
| 2014 | Knock 'em Dead                                       | Darien                                                                           |                 |
| 2014 | Untold                                               | Merrel                                                                           |                 |
| 2014 | Fatal Acquittal                                      | Detective Bell                                                                   |                 |
| 2014 | 10 Year Plan                                         | Minister                                                                         |                 |
| 2015 | Midlife                                              | Diane Freeland                                                                   |                 |
| 2015 | Mothers of the Bride                                 | Freesia the producer                                                             |                 |
| 2015 | Hotel Transylvania 2                                 | (stem)                                                                           |                 |
| 2016 | Caged No More                                        | Leona                                                                            |                 |
| 2016 | The Summerland Project                               | Adah Allen                                                                       |                 |
| 2017 | Open Marriage                                        | Vulnavia                                                                         |                 |
| 2018 | Painkillers                                          | Gail Konrad                                                                      |                 |
| 2018 | Bodied                                               | Dean Hampton                                                                     |                 |
| 2018 | The Nun                                              | Demons (stem)                                                                    |                 |
| 2018 | The Christmas Chronicles                             | Lars (stem)                                                                      |                 |
| 2019 | Star Wars: The Rise of Skywalker                     | Nambi Ghima (stem)                                                               |                 |
| 2020 | Ride Your Wave                                       | Hinako's Mom (stem)                                                              |                 |
| 2021 | Mortal Kombat Legends: Battle of the Realms          | D'Vorah (stem)                                                                   | direct-to-video |
| 2021 | The Loud House Movie                                 | Nana May (stem), Nana Collette (stem), Nana Helene (stem), Mrs. Turnberry (stem) |                 |
| 2022 | Mortal Kombat Legends: Snow Blind                    | Graji (stem)                                                                     | direct-to-video |
| 2022 | Call Me Miss Cleo                                    | zichzelf                                                                         | documentaire    |
| 2023 | Cobweb                                               | Monster Sarah (stem)                                                             |                 |
| 2023 | Baby Shark's Big Movie!                              | Grandma Shark (stem)                                                             |                 |